# Ferry Sikla

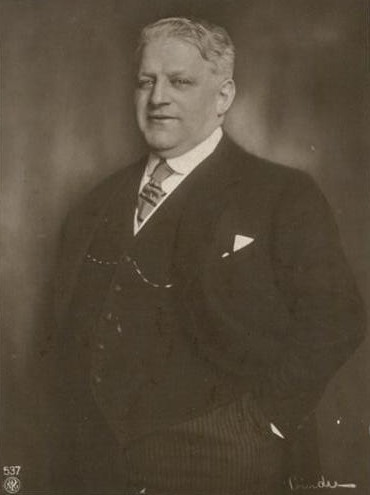
Ferry Sikla.

Ferry Sikla född 11 mars 1865 Hamburg död 8 februari 1932 i Dresden, tysk skådespelare och regissör

## Filmografi (urval)
- 1931 - Der Liebesarzt
- 1928 - Herkules Maier
- 1925 - Komödianten
- 1923 – Karusellen
- 1918 - Die platonische Ehe
- 1915 - Pension Lampel

## Regi
- 1917 - Der Vetter aus Mexiko,